# Carebara sudanica
Carebara sudanica är en myrart som beskrevs av Santschi 1933. Carebara sudanica ingår i släktet Carebara och familjen myror. Inga underarter finns listade.